# ريبيكا د. كوستا
ريبيكا د. كوستا (بالإنجليزية: Rebecca D. Costa)‏ هي مقدمة برامج إذاعية أمريكية، ولدت في 11 أبريل 1955 في سان ماتيو في الولايات المتحدة.

## وصلات خارجية
- الموقع الرسمي